# Улица Ворошилова (Серпухов)
У́лица Вороши́лова — улица в городе Серпухове Московской области. Одна из главных улиц города.
Начинается у моста Ленинского комсомола (историческое название — Варгинский) через Нару, от долины реки следует на северо-восток, пересекается с улицами Свердлова, Калужской, 1-й Московской, Чехова, Луначарского, проездом Мишина и Борисовским шоссе, Крупской, Джона Рида, Центральной и Горького, Фирсова и Звёздной, через 400 метров после этого поворачивает на север и следует параллельно железной дороге Курского направления до пересечения с Советской улицей на Привокзальной площади у станции Серпухов. После этого идёт дальше на север, где от улицы Ворошилова в северо-западном направлении ответвляется Северное шоссе, затем пересекается с улицей Ивановская линия и заканчивается тупиком недалеко от железнодорожных путей, проложенных к станциям 4-й километр, Серпухов-2, а также в Протвино.
Длина улицы Ворошилова около 4600 метров, что делает её первой по протяженности в Серпухове.

## История
Прежние названия: Дворянская (от Нары до проезда Мишина) и Александровская (от проезда Мишина до вокзала), позднее Вокзальная, а с 1970 года носит имя Ворошилова. Расположение и схема застройки части улицы, носившей ранее название Дворянская, в практически неизменном состоянии сохранились со времени Екатерининского «Плана реконструкции уездных городов Московской губернии». В 2018 году прошла масштабная реконструкция улицы: была положена тротуарная плитка, велодорожки, установлены малые архитектурные формы и уличное освещение. 

## Транспорт
Улица Ворошилова является одной из основных городских транспортных артерий, по ней осуществляется движение общественного транспорта городских маршрутов и междугородних маршрутов. Интенсивность автомобильного движения высокая.

## Здания и объекты
По адресу Ворошилова, дом 45 расположен исторический памятник местной категории охраны (М-49/3) — дом Энтиной, в котором в 1905—1907 годах проходили нелегальные собрания большевиков и хранилась нелегальная литература. Недалеко от Варгинского моста находится Часовня Тихвинской иконы Божией Матери. Также на улице сосредоточены большинство торговых центров города (ТЦ «Лето», БЦ «Плаза», ГТРК «Корстон» и др.). 